# Вишгородоцький замок
Вишгородоцький замок — втрачена оборонна споруда в селі Вишгородок Лановецької громади Кременецького району Тернопільської области України.

## Відомості
У давні часи на одному з пагорбів поблизу нинішнього села стояв кам'яний замок.
У 1649 р. фортецю зруйнувало козацьке військо; в 1675 та 1697 рр. замок та місто зазнали спустошливих набігів турків і татар; 1708 р. поселення розорили польсько-литовські, козацько-російські й шведські війська. Відтоді фортецю більше не відбудовували.